# Smolarnia (Opole)
Pour les articles homonymes, voir Smolarnia.
Smolarnia est une localité polonaise de la gmina de Strzeleczki, située dans le powiat de Krapkowice en voïvodie d'Opole.